# 1448 w polityce
Wydarzenia polityczne w 1448 roku.

## Wydarzenia
- 20 czerwca – Karol VIII Knutsson Bonde po raz pierwszy zostaje królem szwedzkim.
- 17 października – Bitwa na Kosowym Polu. Turcy pokonują armię Jánosa Hunyadyego.

## Urodzili się
- 4 listopada – Alfons II, król Neapolu.

## Zmarli
- 5 stycznia – Krzysztof Bawarski, król Danii, Szwecji i Norwegii.
- 31 października – Jan VIII Paleolog, cesarz bizantyjski.